# レキシントン (CV-2)
レキシントン (USS Lexington, CV-2) は、アメリカ海軍の航空母艦。
レキシントン級航空母艦のネームシップ。
アメリカ海軍においてレキシントンの名を受け継いだ艦としては4隻目にあたる。「空母の女王（Queen of the Flat-tops）」、「レディ・レックス（Lady Lex）」、「グレイ・レディ（Gray Lady）」の愛称で呼ばれた。

## 概要
当初はレキシントン級巡洋戦艦として建造が開始されたが、ワシントン海軍軍縮条約に基づき巡洋戦艦としての工事は中止され、姉妹艦サラトガと共に航空母艦へと改造された。
ワシントン海軍軍縮条約下、レキシントンおよび同型艦のサラトガ (USS Saratoga, CV-3) の両艦は基準排水量33,000トンと公表されたが、実際の基準排水量は36,000トン、満載排水量は40,000トン以上あったという。
完成時には、世界最大の空母であった。
動力は蒸気タービンによって発電を行い、その電力によって電動機を駆動、それによってスクリューを駆動させて航行するターボ・エレクトリック方式（タービン・エレクトリック方式）である。この方式を備えた船舶としても当時世界最大の艦船であった。
全通式一段飛行甲板や、ギャラリーデッキ構造、右舷にまとめたアイランド式艦橋構造、またエンクローズド・バウなど先見性のある設計であった。同世代の空母赤城や加賀が試行錯誤と大改装を繰り返して太平洋戦争に臨んだのに対し、レキシントン級は小規模な改造のみで第二次世界大戦に参加した。
もともとが巡洋戦艦として設計されたため空母としても速力は十分であり、大きな飛行機搭載能力と併せて世界最優秀の空母であった。ただしレキシントン級は密閉式格納庫を採用していたが、アメリカ海軍通算4番目の空母レンジャー（USS Ranger, CV-4）と、同艦をさらに発展させたヨークタウン級航空母艦は開放式格納庫となっている。
1941年（昭和16年）12月8日の真珠湾攻撃時、レキシントン級空母2隻は太平洋艦隊 (United States Pacific Fleet) 隷下の第一航空戦隊 (Carrier Division 1) を編制していた。
レキシントンはミッドウェー島に航空機を輸送する任務についており、真珠湾攻撃から逃れることが出来た。以降の太平洋戦争では、まずハワイ周辺の哨戒や作戦に従事する。
1942年（昭和17年）2月よりウィルソン・ブラウン提督が指揮する第11任務部隊の中核として南太平洋や珊瑚海で活動し、2月下旬のニューギニア沖海戦に参加、ラバウル航空隊と交戦した。つづいて第17任務部隊の空母ヨークタウン（USS Yorktown, CV-5）と共にラエ・サラモアへの空襲を実施する。この時期の“レディ・レックス”は不敗のシンボルとして安心感を与えたが、手当り次第に巡洋艦や駆逐艦を集めて護衛してもらったので「まるでプリマドンナだ」という印象をもった乗組員もいたという。ヨークタウンは南太平洋に残って哨戒を続けたが、レキシントンは真珠湾に帰投して対空火器の増設を行った。
5月上旬、日本軍のポートモレスビー攻略作戦を阻止するため、フランク・J・フレッチャー提督のヨークタウンとオーブリー・フィッチ提督のレキシントンは珊瑚海に進出、合流して第17任務部隊となる（珊瑚海海戦、両軍戦闘序列）。
5月7日、ヨークタウンとレキシントン攻撃隊は軽空母祥鳳を撃沈した。
翌8日、MO機動部隊の第五航空戦隊（瑞鶴、翔鶴）艦上機（攻撃隊指揮官：翔鶴飛行隊長高橋赫一少佐）による空襲を受け、ヨークタウンに爆弾1発が命中、レキシントンに爆弾2発と魚雷2本が命中する。レキシントンは応急修理に努めたが、気化燃料が爆発して大火災となり、駆逐艦フェルプスにより雷撃処分された。

## 艦歴

### 太平洋戦争以前
レキシントンは巡洋戦艦（CC-1）として1921年（大正10年）1月8日にマサチューセッツ州クインシーのフォアリバー造船株式会社によって起工された。

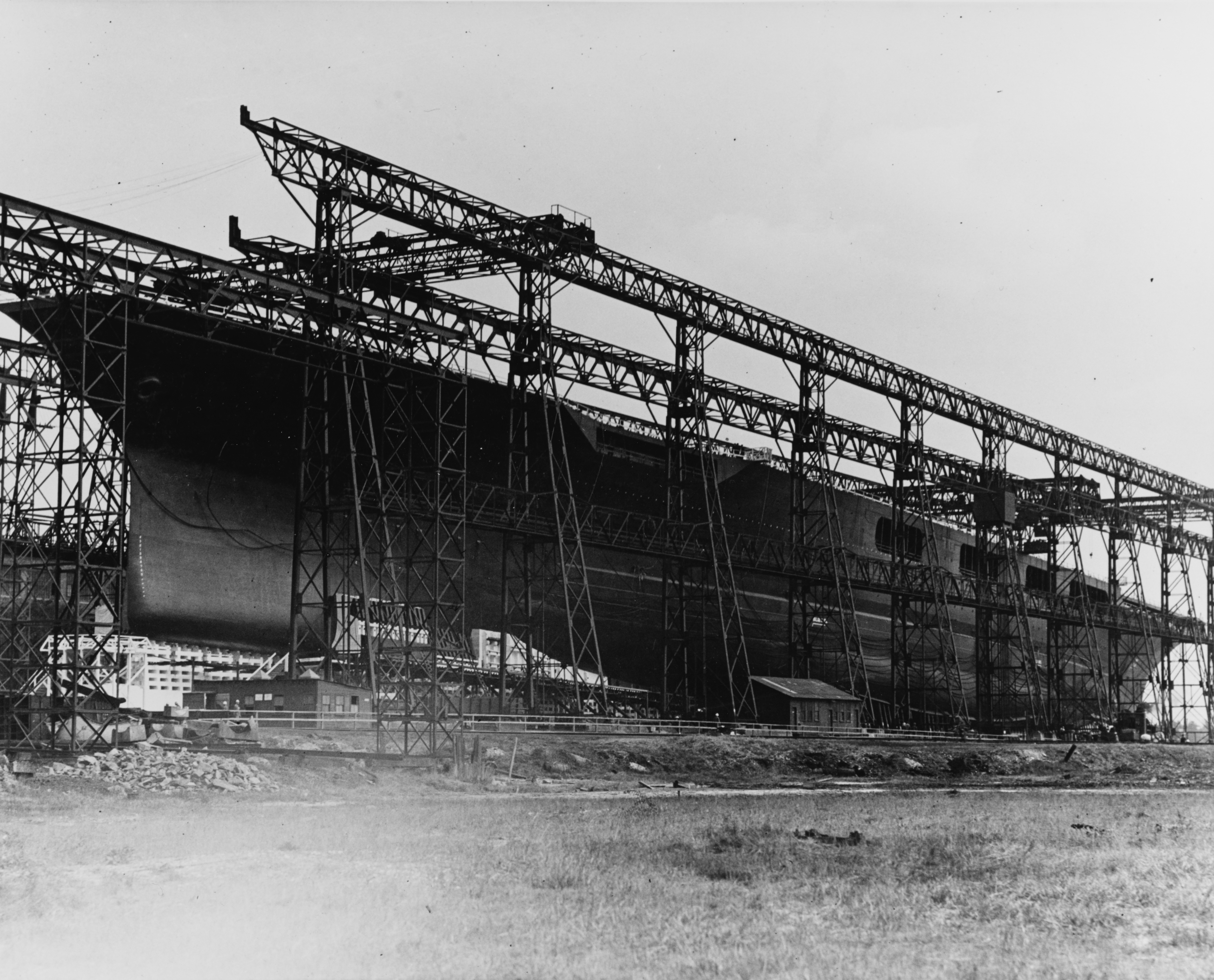
フォアリバー造船所で建造中のレキシントン（1925年10月初旬の撮影）

ワシントン海軍軍縮条約に基づき、巡洋戦艦としての工事は中止され、1922年（大正11年）7月1日に航空母艦（CV-2）に艦種変更される。1925年（大正14年）10月3日、海軍省次官セオドア・ダグラス・ロビンソンの夫人によって進水した。1927年（昭和2年）12月14日、初代艦長アルバート・W・マーシャル大佐の指揮下就役した。
レキシントンは太平洋艦隊に配属され、以後沈没まで所属し続けた。"レディ・レックス"とその妹の"サラ"（Lady "Lex" and Sister "Sara"）と呼ばれてレキシントンは大切にされたが、対照的にサラトガの方は「そうではなかった」という。
慣熟訓練の後、カリフォルニア州サンペドロで1928年（昭和3年）4月7日、艦隊に合流する。サンペドロを母港としたレキシントンは西海岸で航空団と共に発着訓練、戦術演習を行い、続いてハワイ、カリブ海、パナマ運河および東太平洋での演習に毎年参加した。1929年（昭和4年）12月16日から翌30年（昭和5年）1月16日までの間、その発電能力を活かしてタコマに電力を供給している。少雨により、同市の主要電源だった水力発電所が稼働しなかった為である。
1932年（昭和7年）2月7日、アメリカ海軍のハリー・E・ヤーネル提督はレキシントン級空母2隻（サラトガ、レキシントン）と駆逐艦4隻を率いてオアフ島北東方面に進出、152機を発進させて真珠湾を奇襲攻撃した。この演習は攻撃側（空母機動部隊）の大勝利判定で終わり、当時のアメリカ海軍を狼狽させた。またアメリカ陸軍もハワイ防衛計画の見直しを迫られた。
1936年（昭和11年）に最初の改装をおこない、対空機銃を増設した。また艦首の飛行甲板を拡張し、着艦制動装置を更新した。
1937年（昭和12年）7月1日、世界一周飛行の途中でパプアニューギニアのラエからハウランド島にむかっていた冒険家アメリア・イアハートの航空機が行方不明になった。アメリカ政府は、アメリカ海軍および沿岸警備隊、さらに隣接した地域を委任統治している日本の大日本帝国海軍の協力によってイアハートの捜索をおこなった。アメリカ海軍は空母レキシントン、戦艦コロラド（USS Colorado, BB-45）、沿岸警備隊イタスカ等を派遣した。当時、日本海軍は第十二戦隊により、南洋諸島の長期調査航海を実施していた。神威艦載機や特務艦膠州等が捜索に参加する。それぞれ1週間程度をかけて捜索したが何も見つからず、第十二戦隊は7月10日に伊勢湾へ帰投した。7月19日に日米とも捜索を打ち切った。イアハート捜索にアメリカ艦隊は割り当て量以上の燃料を消費したため、米海軍は翌年の訓練を削減された。
1940年（昭和15年）の改装で、CXAM-1レーダーの搭載と、高角射撃式装置の更新をおこなった。同時期、レキシントン艦長9代目としてフレデリック・C・シャーマン大佐（愛称“テッド”）が着任する。敬愛されると共に、新艦長のペットであるコッカースパニエルが、掃除役の水兵達を悩ませた。
1941年（昭和16年）になると、アメリカ海軍は迷彩塗装の体系をまとめ、レキシントンには「メジャー1」（ダークグレー系）塗装が施された。船体吃水線近くをダークグレー、上部をライトグレーで塗り分け、煙突部にはオーシャングレーを塗るなど、通常の「メジャー1」とは違った塗装であった。同年秋にハワイでの戦術演習に出航した。
太平洋艦隊司令長官ハズバンド・キンメル大将は、険悪になっていく日米情勢に呼応し、ミッドウェー島とウェーク島に海兵隊の飛行機を増援として輸送することにした。二つの島の港湾能力は脆弱だったので航空機の荷揚げが出来ず、航続距離の短い戦闘機は航空母艦により輸送する必要があった。
空母エンタープライズ（USS Enterprise, CV-6）がウェーク島に、レキシントンがミッドウェー島に派遣される。ジョン・H・ニュートン少将に率いられた第12任務部隊は、ミッドウェー島に18機のSB2U ビンディケーターと第231海兵飛行群の要員を輸送することになった。
12月5日（金曜日）、第12任務部隊（レキシントン、重巡3、駆逐艦艦隊）は真珠湾を出撃した。この時点でのアメリカ軍空母の艦載機定数は、戦闘機12、艦爆（偵察/爆撃）36、艦攻18であった。

### 太平洋戦争緒戦
1941年（昭和16年）12月7日（日本時間12月8日）、日本軍の南雲機動部隊によって真珠湾攻撃がおこなわれた。
レキシントン以下の第12任務部隊はミッドウェイ島の南東約420浬（約640km）地点にあり、同島に向けて航行中だった。レキシントンは海兵隊航空機輸送任務を中止、直ちに日本艦隊捜索のため偵察機を発艦させた。ウィルソン・ブラウン中将の旗艦インディアナポリス (USS Indianapolis, CA-35) もジョンストン島での演習を終えた帰り道だったので、第12任務部隊に合流する。第12任務部隊（空母レキシントン、重巡インディアナポリス、シカゴ、ポートランド、アストリアなど）は、オアフ島・ジョンストン島・パルミラ環礁を結ぶ三角形内で敵の捜索を開始した。南雲機動部隊と遭遇する機会はなく、13日（日本時間14日）に真珠湾へ戻った。仮に南雲機動部隊（空母6隻）と米空母2隻（レキシントン、エンタープライズ）が遭遇した場合の勝敗は明らかであり、南雲機動部隊が安全策をとってハワイ周辺海域から離脱したことは、アメリカ海軍にとって幸運だった。
日本軍はウェーク島攻略に失敗した第四艦隊を支援するため、南雲機動部隊から二航戦を含む別働隊を派遣していた。
これに対し、太平洋艦隊司令長官代理のウィリアム・パイ中将は日本軍の攻勢に晒されているウェーク島の海兵隊を救援するため、空母機動部隊の投入を決断した。アメリカ側は3つの任務部隊のほかに、給油艦ナチェス (USS Neches, AO–5) および水上機母艦タンジール (USS Tangier, AV-8) を加えてウェーク島に派遣した。12月16日、第11任務部隊の偵察機は龍驤型航空母艦1隻を発見し、レキシントンは戦闘機7と艦爆29を発進させた。これは真珠湾攻撃時にアメリカ軍が放棄して漂流中のパージ（艀）だった。さらにヤルート空襲かマキン空襲を目指して作戦中の20日、第14任務部隊（サラトガ）の支援を命じられる。だがパイ中将は22日に第11任務部隊（レキシントン）と第14任務部隊（サラトガ）に対し作戦中止を命じた。23日にウェーク島の海兵隊は日本軍に降伏し、アメリカ側空母機動部隊は救援に失敗した。本作戦で、空母機動部隊同士の対決は起らなかった。
1942年（昭和17年）1月11日（日本時間1月12日午後2時40分）、日本の潜水艦伊6の雷撃により姉妹艦サラトガ (USS Saratoga, CV-3) が損傷した。損傷修理と大改装のためサラトガは本土に回航され、約5ヶ月間も戦線を離脱した。なお日本はレキシントンを撃沈したと錯覚する。レキシントン型撃沈の報告は昭和天皇に奏上され、天皇も伊6の戦果を讃えた。
大本営はレキシントン撃沈を発表して華々しく宣伝した。
沈んだはずのレキシントンは、活動を続けていた。ブラウン中将が指揮する第11任務部隊はレキシントンを中枢に据え、重巡アストリア (USS Astoria, CA-34) 、シカゴ (USS Chicago, CA-29) 、ミネアポリス (USS Minneapolis, CA-36) および随伴駆逐艦とともにキングマン・リーフとキリスィマスィ島の間を哨戒する予定だった。しかし、1月21日午後に計画が改められ、ウィリアム・ハルゼー中将（旗艦エンタープライズ）が企図するマーシャル諸島への一撃に呼応してウェーク島を攻撃することとなった。第11任務部隊はナチェスを加えて1月23日に真珠湾を出撃した。しかし出撃直後にニイハウ島南方において、ナチェスが伊72に撃沈される。燃料不足が懸念されたことと代わりのタンカーがいなかったこともあって、第11任務部隊のウェーク島への奇襲作戦は中止された。1月24日、第11任務部隊は真珠湾に帰投した。
1月31日、第11任務部隊はニューカレドニアへむかう輸送船団を護衛して真珠湾を出撃した。2月1日、第11任務部隊はANZAC部隊に編入された。第11任務部隊が追加されたことに喜んだANZAC部隊は、ブラウン中将の進言を受け入れ、ニューブリテン島ラバウルへの空襲を決断する。
第11任務部隊（空母レキシントン、重巡インディアナポリス、サンフランシスコ、ミネアポリス、ペンサコーラ、駆逐艦部隊）は2月21日早朝にラバウル空襲を実施する予定であった。その前日の20日に、横浜海軍航空隊の九七式飛行艇に発見される。レキシントン戦闘機隊は日本軍飛行艇2機（ほかに未帰還1機）を撃墜したが、既に通報されていた。まもなくラバウルから飛来した一式陸上攻撃機 17機（第四航空隊飛行隊長伊藤琢蔵少佐、海兵56期）の攻撃を受けた。魚雷の準備が間に合わなかったため日本軍の陸攻17機はすべて爆弾を装備し、戦闘機の護衛はなかった。
レキシントンはレーダーで二群にわかれたラバウル航空隊の陸攻部隊を探知、自身のF4F ワイルドキャットをむかわせた。この海空戦で、VF-3飛行隊長ジョン・サッチ少佐が率いるレキシントン戦闘機隊は陸攻多数を撃墜する。エドワード・H・オヘア中尉は5機撃墜が認定されて第二次世界大戦で最初のアメリカ海軍エース・パイロットとなり、後に少佐に特進した。
攻撃経過は以下のとおり。最初に一式陸攻の第二中隊9機が攻撃を開始したが、爆撃前に2機が撃墜され、爆撃後に全機撃墜された。次に第一中隊8機が第11任務部隊に接近したが、爆撃前に2機が撃墜され、5機が爆撃をおこなった。レキシントンに至近弾を与えたが、命中弾はなかった。攻撃後、さらに1機が失われた。このうち帰還不能になった陸攻2機がレキシントンに体当たりを試み、1機はレキシントンの15ｍ手前で海面に突入した。もう1機はレキシントンの手前で駆逐艦に撃墜された。一連の攻撃によりラバウル航空隊は指揮官機をふくむ陸攻13機を喪失し、2機が不時着、帰投できたのは2機だけだった。日本側は航空母艦1隻と艦型不明艦1隻を撃沈、敵飛行機6機撃墜確実、2機不確実を報じた。
大本営発表では、被弾機が敵空母（レキシントン）に体当たりして撃沈したことになっている。これは体当たりを試みた機の火焔と突入を誤認したものと思われる。日本側の大本営発表と裏腹に、第11任務部隊の損害は戦闘機2機喪失だけだった。だが奇襲の効果が失われ、燃料が乏しくなってラバウル空襲は中止された。なおラバウルへ航空機輸送任務を終えたばかりの日本軍の軽空母祥鳳と駆逐艦帆風がトラック泊地南方海面で待機していたが、この時点ではレキシントンと対決しなかった。
ブラウン中将が増援を要請していたのに応えて、ニミッツ提督は、空母ヨークタウン（USS Yorktown, CV-5）を中核とする第17任務部隊（司令官フランク・J・フレッチャー少将）を派遣した。第11任務部隊（レキシントン）と第17任務部隊（ヨークタウン）は3月6日にニューヘブリディーズ諸島近海で合流する。空母2隻（レキシントン、ヨークタウン）を基幹とする任務部隊は、ラバウル攻撃を企図していた。任務部隊が珊瑚海を西進中の3月8日、ポートモレスビー攻略の前段階として日本軍はニューギニア島東部に位置するラエとサラモアに上陸した（ポートモレスビー作戦）。空母機動部隊は、攻撃目標をラエとサラモアに切り替えた。
3月10日、空母2隻（レキシントン、ヨークタウン）は攻撃隊を発進させ、またアメリカ陸軍のB-17も出撃した。104機の艦載機による南からのオーエンスタンレー山脈を越えた攻撃は奇襲となったが、期待されたほどの戦果ではなかった。それでも第六水雷戦隊（旗艦夕張）が護衛する日本軍諸艦船に大きな損害を与えた。
この攻撃により日本軍のポートモレスビー攻略作戦に狂いが生じた。作戦を担当する南洋部隊（第四艦隊司令長官井上成美中将）は、連合艦隊に大型空母加賀の派遣を要望する。交渉と調整の結果、ポートモレスビー攻略作戦（ＭＯ作戦）に軽空母祥鳳と第五航空戦隊（司令官原忠一少将：瑞鶴、翔鶴）が参加することになった。
3月16日、第11任務部隊（レキシントンと随伴艦）は第17任務部隊と別れ、真珠湾にむかった。分離する前に、レキシントンは最新型のF4F 6機（事故で1機喪失して5機）をヨークタウンに譲り、旧型機を受け入れた。事故で失われた1機は、オヘア大尉がニューギニア沖海戦で殊勲をたてた時の搭乗機だったという。3月26日、レキシントンは真珠湾に帰投した。対空火器を強化するため、対水上艦戦闘を考慮して艦橋前後に装備していた8インチ連装砲4基（計8門）を撤去した。5インチ両用砲に換装する予定であったが、取り付けが間に合わなかった。そこで28ミリ対空機関砲を搭載した状態で珊瑚海海戦に参加した。また迷彩が変更され、船体の垂直面をオーシャングレー、甲板をデッキブルーで塗装した「メジャー14」というパターンになったという。

### 珊瑚海海戦

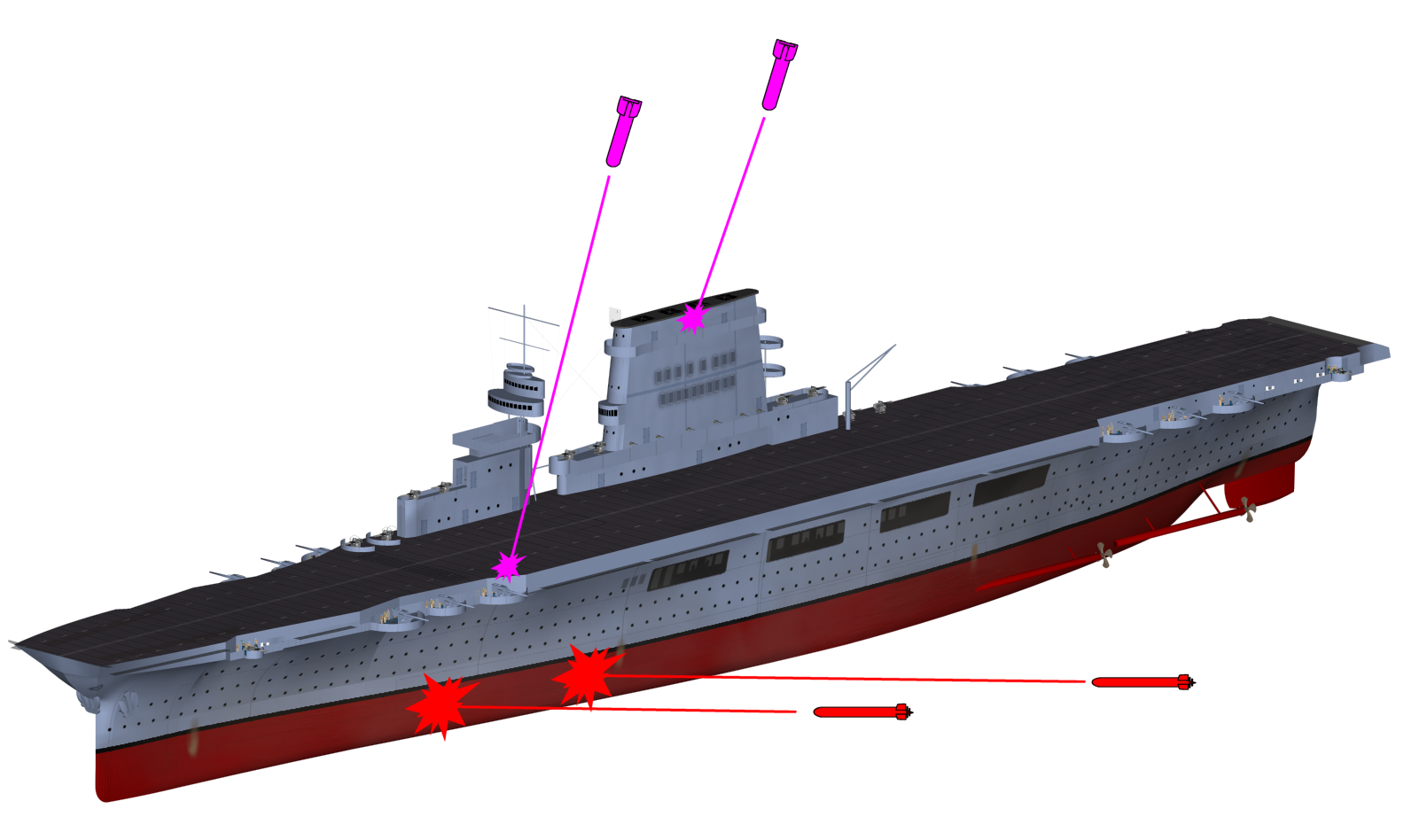
レキシントンの被害状況

この頃、アメリカ軍は暗号解読により日本軍によるポートモレスビー占領作戦（MO作戦）を察知した。日本軍は、海路によりポートモレスビーを直接占領することを企図していた。太平洋艦隊司令長官チェスター・ニミッツ大将は日本軍のMO作戦を粉砕するため、レキシントンを中核とする第11任務部隊の新司令官にオーブリー・フィッチ少将を任命し、空母ヨークタウンと合同して珊瑚海に向かうよう命じた。また重巡シカゴ (USS Chicago, CA-29) がニューカレドニアのヌメアから、豪州海軍のジョン・G・クレース少将が指揮する重巡オーストラリア（HMAS Australia, D84）と軽巡ホバート（HMAS Hobart）が豪州からかけつけた。
4月15日、第11任務部隊（フィッチ少将：レキシントン、ミネアポリス、ニューオーリンズ、随伴駆逐艦）は真珠湾を出撃し、南太平洋で行動中の第17任務部隊との合流を目指した。その途中、パルミラ島にF2A バッファロー戦闘機 14機を輸送した。レキシントンの搭載機は、F4F×22、SBD×36（偵察飛行隊18、爆撃飛行隊18）、TBD×12であった。
5月1日、第11任務部隊（レキシントン）と第17任務部隊（ヨークタウン）は合流した。先任のフレッチャー少将が両方の任務部隊を指揮する。2つの任務部隊は燃料不足となっており、洋上で補給を開始した。
5月3日、フレッチャー少将は日本軍がフロリダ諸島のツラギ島を占領したとの報に接した。4日、フレッチャー少将（ヨークタウン）はツラギに奇襲を仕掛ける。戦果は期待はずれだったものの、睦月型駆逐艦菊月や特設艦艇3隻を撃沈し、敷設艦沖島や睦月型駆逐艦夕月等に小被害を与えた。補給が間に合わなかったレキシントン部隊はヨークタウン隊と分離して行動していたので、この戦闘には関与していない。ツラギ空襲を終えたヨークタウン部隊は南下し、レキシントン部隊と再合流した。
5月6日夕暮、ポートモレスビーへ進撃する日本軍輸送船団を撃滅するため、フレッチャー提督は指揮下戦力から第17.3任務部隊（司令官クレース少将：重巡オーストラリア、重巡シカゴ、軽巡ホバート、駆逐艦3隻）を編成した。また給油艦ネオショー（USS Neosho, AO-23）と駆逐艦シムス（USS Sims, DD-409）を機動部隊から分離し、南方に避退させた。
5月7日朝、フレッチャー提督はクレース隊を分離し、日本軍輸送船団にむけ進撃させた。クレース隊はラバウル航空隊の一式陸攻に襲われたが、過大戦果報告と裏腹に、ほとんど被害はなかった。
つづいて錯誤と幸運の末に第17任務部隊攻撃隊93機（レキシントン50機：艦爆28、艦攻12、艦戦10／ヨークタウン43機：艦爆25、艦攻10、艦戦8）がＭＯ攻略部隊主隊6隻（第六戦隊〈青葉、加古、衣笠、古鷹〉、軽空母〈祥鳳〉、駆逐艦〈漣〉）を捕捉する。
第17任務部隊攻撃隊（レキシントン攻撃隊指揮官ウィリアム・B・オールト中佐、ロバート・E・ディクソン少佐など）は、軽空母祥鳳に爆弾13発と魚雷7本を叩き込んで撃沈した。第17任務部隊攻撃隊は祥鳳を集中攻撃したので、他の5隻は無傷であった。攻撃隊は3機を失った。
一方、五航戦の翔鶴索敵機がネオショーを空母と誤認報告しため、五航戦攻撃隊はやむを得ずネオショーとシムスを沈める。五航戦攻撃隊の薄暮攻撃を撃退したあと、第17任務部隊は夜戦を検討したが、実施しなかった。この夜、空戦後の五航戦攻撃隊が米空母2隻（ヨークタウン、レキシントン）に着艦しかける椿事があった。レキシントンは発砲しなかったという。

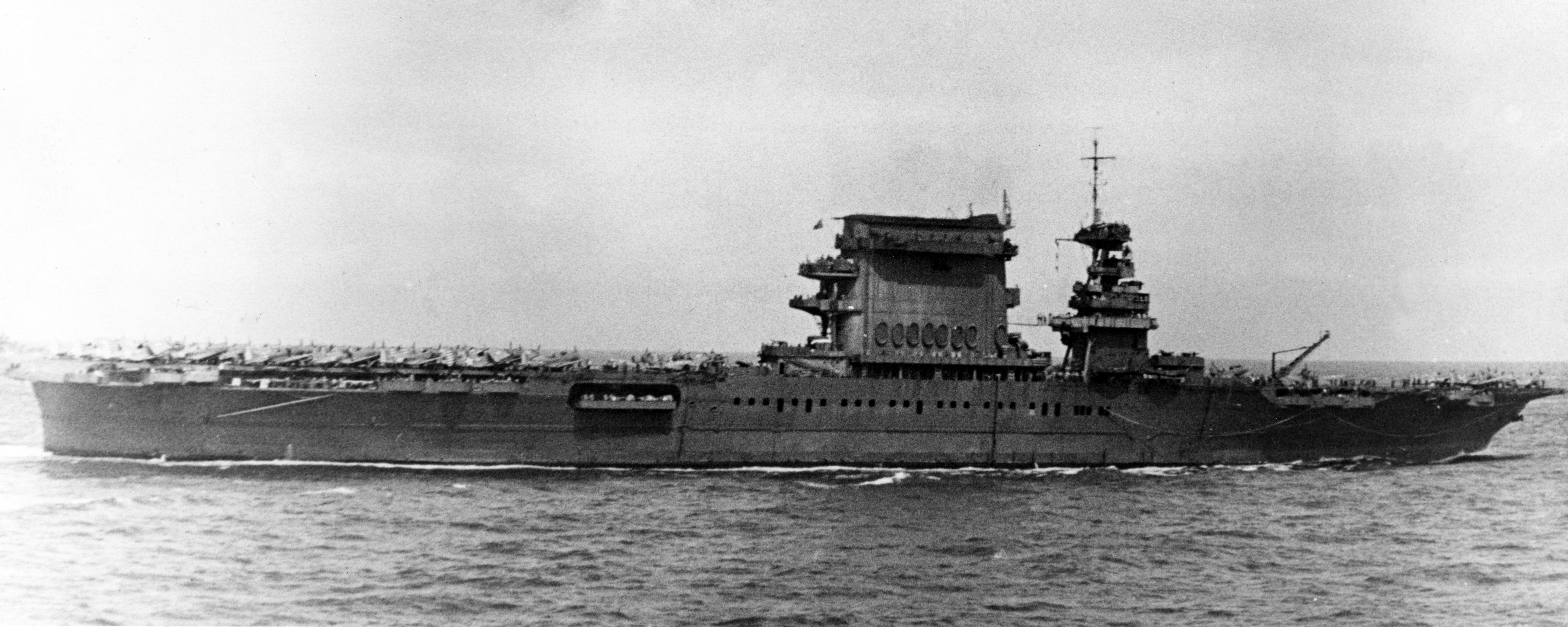
1942年5月8日14時30分(現地時間)に撮影されたレキシントン。日本海軍機による攻撃で魚雷2発と爆弾2発の命中弾を受けた後、VT-2とVF-2の各機が着艦完了した状態。左舷からの浸水のため、すでに艦首が沈んでいる。

5月8日朝、日米双方の機動部隊は索敵機を投入してお互いを探し求めた。索敵に出たレキシントンのSBDは「空母2、重巡4、駆逐艦多数、針路120度、速力20ノット」を報告した。日本側も第17任務部隊を発見し、ほぼ同時に攻撃隊を発進させた。第17任務部隊の攻撃隊計82機（ヨークタウン39機：艦爆24、艦攻9、艦戦6／レキシントン43機：艦爆22、艦攻12、艦戦9）はMO機動部隊を発見し、スコールに隠れた瑞鶴を見逃すと、翔鶴に攻撃を集中する。
レキシントン攻撃隊は悪天候で分散し、半数程しか翔鶴を攻撃できなかった。第17任務部隊攻撃隊は翔鶴に爆弾と魚雷多数を命中させて「撃沈」したと錯覚した。実際はヨークタウン攻撃隊により翔鶴に爆弾2発、レキシントン攻撃隊により爆弾1発が命中、爆弾計3発が命中して大破したが、命中した魚雷は1本もなかった。翔鶴の艦底を潜り抜けたか、命中したが不発だったと思われる。レキシントン攻撃隊はF4F 3機とSBD 3機を喪失した。攻撃隊指揮官オールト中佐も未帰還になった。

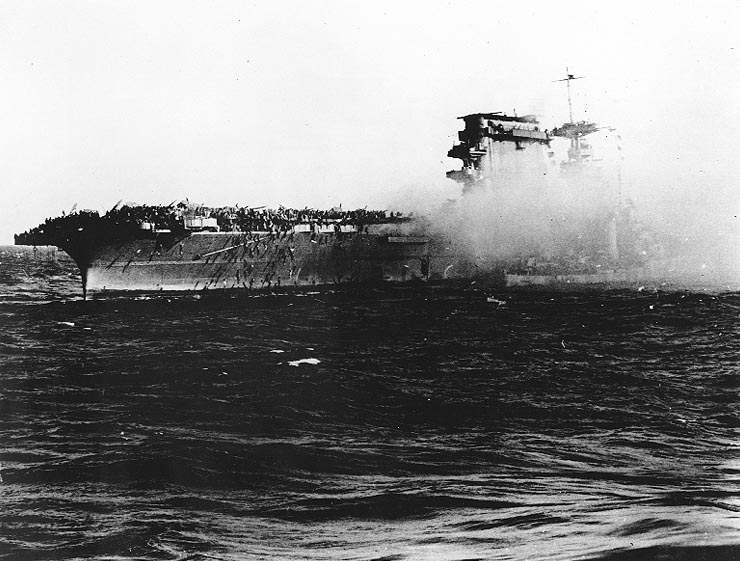
1942年5月8日17時過ぎに重巡ミネアポリスから撮影されたレキシントン。船体が左舷方向へ傾いているため、夥しい数の乗組員が右舷からの脱出を試みている。フライトデッキ上にはF4Fや主翼を折りたたんだTBDなどが見える。ハンガーデッキからの煙に隠れて見えにくいが、写真右端にはシムス級駆逐艦が救助のために寄り添っている。

午前11時頃（日本時間午前9時頃）、五航戦（瑞鶴、翔鶴）から飛来した零戦・九九艦爆・九七艦攻合計69機（指揮官：翔鶴飛行隊長高橋赫一少佐）による第17任務部隊への攻撃がはじまった。キンケイド少将とスミス少将が指揮する重巡5隻（ニューオーリンズ、ミネアポリス、チェスター、アストリア、ポートランド）および駆逐艦多数が各空母を護衛する。またレキシントンとヨークタウンは艦隊の直掩としてF4Fを配備したが、日本側航空機の速度を見誤って効果的な迎撃を行えなかった。哨戒や索敵のSBDドーントレスも邀撃に加わったが、これは急降下爆撃機で零戦に空戦を挑むことを意味しており、SBDパイロットには不評だった。
いずれにせよ五航戦攻撃隊の空襲により、レキシントンに爆弾2発と魚雷2本が命中し、ヨークタウンに爆弾1発が命中した。レキシントンを攻撃したのは、おもに翔鶴攻撃隊だったという。レキシントンでは、午前11時20分に最初の魚雷が命中した。左舷前部に命中した魚雷の衝撃で2基のエレベーターは飛行甲板に上がった状態で故障し、動作しなくなる。また航空燃料タンクからガソリンの漏出が始まった。漏出が始まった航空用ガソリンは、気化して艦内に充満し引火する危険が高まった。
2発目の魚雷は同じく左舷側船体中央やや前側に命中した。2発目の魚雷によりボイラー室に損害が発生し、最大速力は約25ノットに低下した。ほかに少なくとも2本の魚雷がレキシントンの艦底を潜りぬけていった。各乗組員の推定では左舷に魚雷3本から5本が直撃し、ダメージコントロール班は「これから魚雷を受ける時は右舷にしろ」と艦橋に注意したという。
爆撃による被害は限定的で、致命的な損傷には程遠かった。1発目の爆弾は左舷飛行甲板脇の5インチ対空砲の付近に命中して火災が発生、5インチ砲に配置されていた兵員全員が死亡した。2発目の爆弾は煙突に命中し、付近の対空兵器の兵員を殺傷したほか、汽笛が数分間鳴りっぱなしになった。他にも船体周囲に落下した至近弾により、2つの防水区画に浸水する。魚雷と至近弾での浸水被害により、レキシントンは左舷に7度傾斜した。この戦闘で日本軍攻撃隊のうち、瑞鶴（艦爆2、艦攻3）、翔鶴（零戦3、艦爆7、艦攻5）が未帰還になった。第17任務部隊を発見して五航戦攻撃隊を誘導した翔鶴索敵機も未帰還になった。
日本側は5月8日の戦闘で、空母サラトガとヨークタウンを撃沈したと認識した。日本側記録では、レキシントン（報告ではサラトガ）に爆弾数発命中、魚雷7本が命中した。
さらにノースカロライナ級戦艦1隻（戦艦ノースカロライナ）とルイスビル型重巡1隻を撃破したことになった。

### 沈没

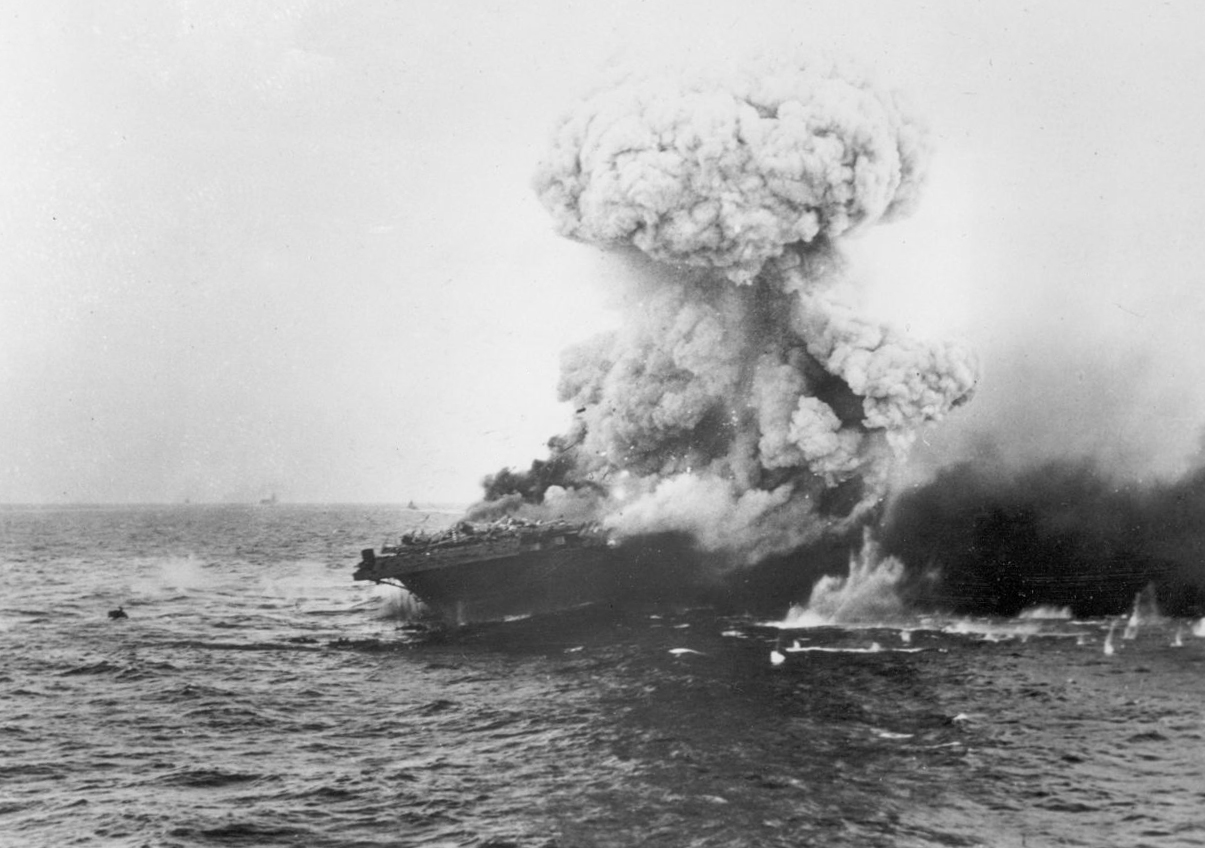
大爆発を起こしたレキシントン
1942年5月8日

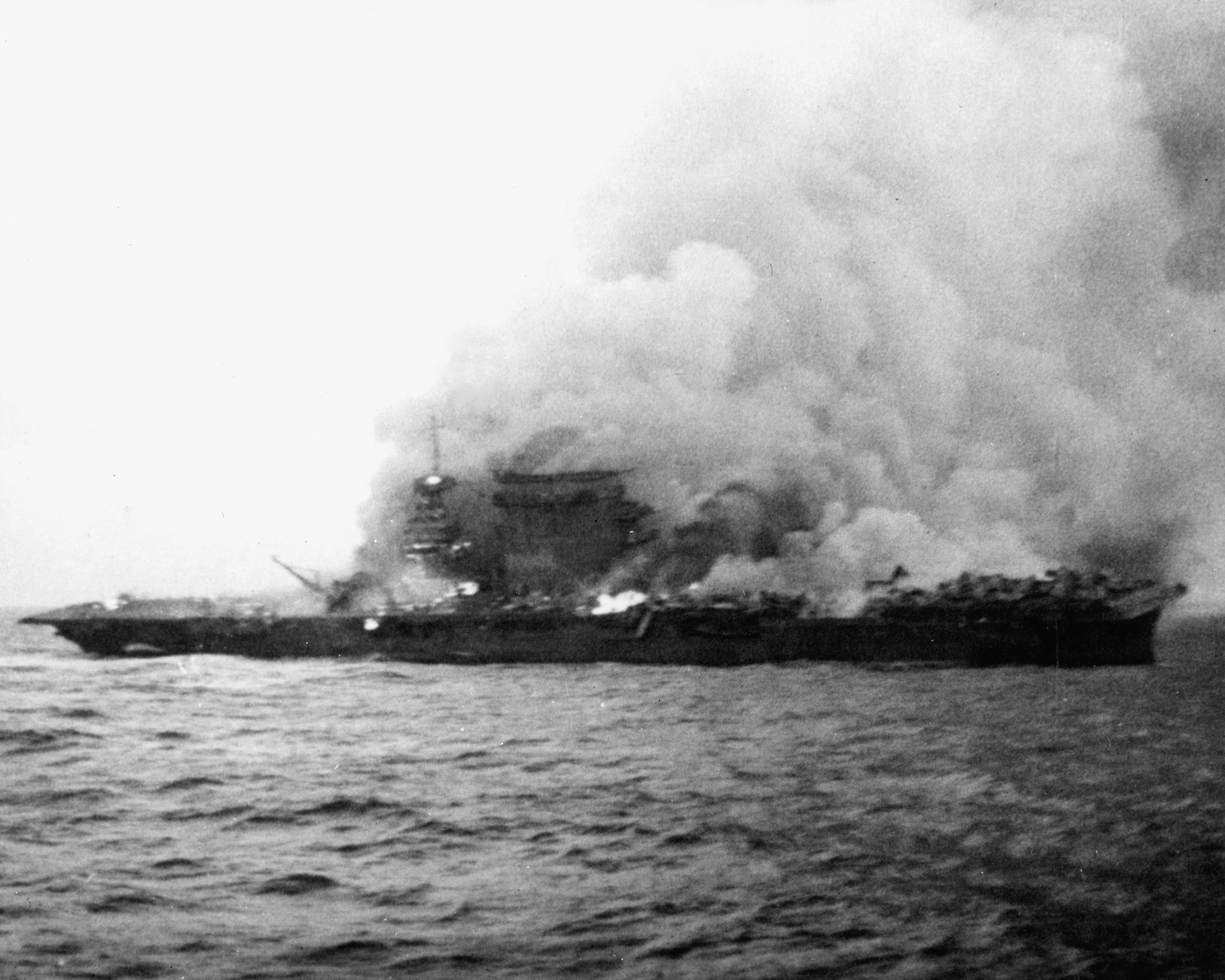
1942年5月8日17時30分以降、総員退艦後の撮影とされるレキシントン。

戦闘は約12分で終わった。五航戦攻撃隊が去ったあとのレキシントンは応急修理に努め、火災を消火し、傾斜を復元し、航空作戦続行可能となった。速力25ノットを発揮できた。ただしエレベーターの故障により、着艦した機体を艦内に収容することが出来なくなる。飛行甲板での離着艦は継続された。レキシントンは危機を乗り切ったかに見えたが、艦内では魚雷命中による燃料系統の損傷が深刻な影響を与えはじめていた。
12時47分、レキシントンで最初の爆発が起きる。爆発の原因は、ガソリンタンクから漏れて気化したガソリンが、発電機のスパークで引火したものと思われた。この爆発で25名の乗員が死亡した。消火作業や応急修理がおこなわれたが、小爆発が連続して艦内の状況は悪化してゆく。消火ホースの水圧が下がり、送電がとまり、消火剤と応急員の酸素ボンベも底をつきはじめた。この状態でも、MO機動部隊攻撃から帰投した攻撃部隊の着艦収容をおこなっている。爆発時のレキシントンには、36機があったという。
14時42分、二回目の大爆発が起きた。あとは火災と爆発が連続し、状況は急速に悪化する。15時25分、再び格納庫で大爆発が起きた。駆逐艦が消火作業を手伝ったが、手のつけようがなかった。火災によって前部機械室からの退避が必要となり、16時頃には喫水下の全区画からの避難が必要となる。グレート・バリア・リーフやオーストラリア沿岸の浅瀬にレキシントンを座礁させようという希望も絶たれた。
17時7分、フィッチ提督（元レキシントン艦長）とシャーマン大佐（現レキシントン艦長）は艦の放棄を決意し、総員退艦を令した。重巡ミネアポリス（USS Minneapolis, CA-36）、ニューオーリンズ（USS New Orleans, CA-32）、駆逐艦ハムマン、アンダーソン、モリスなどがレキシントンにつきそい、接舷したり付近を警戒しながら乗組員を収容する。また上空で待機していたレキシントン所属の19機がヨークタウンに収容された。放棄した後にすぐ沈没しなかった場合日本海軍に拿捕され鹵獲されることや、拿捕されることで艦内に残した軍事機密が漏れることを避けるために、レキシントンを自軍により撃沈する決定が下された。
フィッチ提督や、シャーマン艦長はミネアポリスに収容された。18時30分、レキシントン艦内の魚雷や爆弾が誘爆して大爆発が起きた。19時15分-52分の間に駆逐艦フェルプス (USS Phelps, DD-360) はレキシントンの右舷にむけて魚雷8本を発射し、4本が起爆したようだった。
シャーマン艦長は「 傷ついた艦は水中に没しはじめ、まるで彼女も戦いをあきらめたくないかのように、ゆっくりと沈んでいった。軍艦旗を誇らしげにひるがえらせ、『当船は本船を放棄する』を意味する最後の旗りゅう信号をまだ桁端ではためかせながら、彼女はいつものようにレディらしく等吃水で沈んでいった 」と回想している。19時56分、レキシントンは艦首を下にして転覆するような形で沈み始めた。その後、海面下で艦内に残された弾薬が爆発。沈没の途中で3回の大爆発が確認された。最終時の乗組員2,951名のうち、士官26名と兵員190名（計216名）が戦死したという。シャーマン大佐は以下のように述べている。

このことだけでも、注目にあたいする記録といっていい。艦も乗組員も目ざましく戦って勝利をおさめた。そのときに、艦が沈んだことは、じつに心のこりだった。しかし、他のふつうの艦のように、いずれはスクラップの山になったり、海難で沈んだりする運命をたどるよりも、はるかに栄光にみちた軍艦らしい最期だった。
—A・A・へーリング 著／宇田道夫 訳『珊瑚海海戦　空母レキシントン撃沈！　the LEXINGTON goes down』198ページ

第17任務部隊のパイロットたちは5月8日の戦闘で日本の空母2隻に命中弾を浴びせ、すくなくとも1隻を撃沈したと信じていた。だが索敵機が健在の日本空母2隻を報告する。第17任務部隊は南方へ避退した。8日の戦闘で連合軍はレキシントンを失い、ヨークタウンも損傷したが、日本軍のポートモレスビー侵攻を断念させた。珊瑚海海戦は、連合軍側の戦略的勝利で終わった。
レキシントンは第二次世界大戦中の戦功で二つの従軍星章を受章した。1942年（昭和17年）6月16日、本艦を記念し、建造途中だったエセックス級航空母艦の一隻が「レキシントン」 (USS Lexington, CV-16) と改名された。またレキシントン喪失の戦訓から、就役中空母や建造中空母の航空機燃料タンクの構造見直しや対策工事がおこなわれた。

## 発見
2018年3月5日、マイクロソフトの共同創業者で探検家のポール・アレンによって、オーストラリア東岸から約800 km、深さ約3200 mの海底でレキシントンの残骸が発見された。当時米太平洋軍司令官を務めていたハリー・B・ハリス・ジュニアは、父親がレキシントンの生存者の一人であったことから、残骸発見に寄せて声明を発表している。
レキシントンの残骸は、船体から艦首・艦尾の各先端および艦橋が離断し、それぞれ離れて横たわっている。このように損傷は激しいものの、海中での浸食はあまりなく、搭載されていたMk 10 5インチ砲等の火器や艦載機の残骸も良好な状態を保っている。